# 江端駅
江端駅（えばたえき）は、福井県福井市江端町にある、福井鉄道福武線の駅である。駅番号はF15。

## 歴史
- 1925年（大正14年）7月26日：福武電気鉄道の兵営駅（現・神明駅） - 福井市駅（現・赤十字前駅）間開業に伴い[3][4]、駅開設[1][2]。
- 1945年（昭和20年）8月1日：福井鉄道設立に伴い、同社の福武線の駅となる[3]。
- 1991年（平成3年）3月25日：駅業務を廃止、無人化（無人駅）[2]。

## 駅構造
相対式ホーム2面2線を有する地上駅で無人駅である。当駅のホーム間は駅構内では連絡していない。また、当駅には変電所が併設されている。
| のりば            | 路線                                 | 方向 | 行先                         |
| ----------------- | ------------------------------------ | ---- | ---------------------------- |
| 福井方面 （西側） | ■福武線 （フェニックス田原町ライン） | 下り | 赤十字前・福井駅・田原町方面 |
| 武生方面 （東側） | ■福武線 （フェニックス田原町ライン） | 上り | 浅水・西鯖江・たけふ新方面   |

当駅は急行が通過する。東側の線路は上り・下り両方向通過可能であるが、急行の通過待ちダイヤは組まれていない。

## 利用状況
- 江端駅の利用状況の変遷を下表に示す。
  - 輸送実績（乗車人員）の単位は人であり、年度での総計値を示す。年度間の比較に適したデータである。
  - 乗降人員調査結果は任意の1日における値（単位：人）である。調査日の天候・行事等の要因によって変動が大きいので年度間の比較には注意を要する。
  - 表中、最高値を赤色で、最高値を記録した年度以降の最低値を青色で、最高値を記録した年度以前の最低値を緑色で表記している。

| 年 度              | 当駅分輸送実績（乗車人員）：人／年度 | 当駅分輸送実績（乗車人員）：人／年度 | 当駅分輸送実績（乗車人員）：人／年度 | 当駅分輸送実績（乗車人員）：人／年度 | 乗降人員調査結果 人／日 | 乗降人員調査結果 人／日 | 特 記 事 項 |
| ------------------ | ------------------------------------ | ------------------------------------ | ------------------------------------ | ------------------------------------ | ----------------------- | ----------------------- | ----------- |
| 年 度              | 通勤定期                             | 通学定期                             | 定期外                               | 合 計                                | 調査日                  | 調査結果                | 特 記 事 項 |
| 2004年（平成16年） | 5,970                                | 7,038                                | 31,769                               | 40,777                               |                         |                         |             |
| 2005年（平成17年） |                                      |                                      |                                      |                                      |                         |                         |             |
| 2006年（平成18年） |                                      |                                      |                                      |                                      |                         |                         |             |
| 2007年（平成19年） | 4,923                                | 6,600                                | 26,875                               | 38,398                               |                         |                         |             |
| 2008年（平成20年） |                                      |                                      |                                      |                                      |                         |                         |             |
| 2009年（平成21年） |                                      |                                      |                                      |                                      |                         |                         |             |

## 駅周辺
福井鉄道沿線ではこの駅付近より北に福井市街地が広がる。
- 江端町公民館
- 福井市営江端団地
- 福井市清明小学校

## 隣の駅
福井鉄道
■福武線
■急行・■区間急行・■臨時急行
通過
■普通
清明駅 (F14) - 江端駅 (F15) - ベル前駅 (F16)